# Aboe Talib ibn Abdul Muttalib
Aboe Talib ibn Abdul Muttalib ((ar)  أبو طالب بن عبد المطلب ; geboren rond 540; overleden 619) was een oom van de profeet Mohammed en diens beschermheer in Mekka.
Aboe Talib heette eigenlijk Abd Manaf ((ar)  عبد مناف  ), maar werd naar algemeen Arabisch gebruik bekender als vader van zijn zoon, Ali ibn Abu Talib (die ook wel bekendstaat als Imam Ali). Aboe Talib was de zoon van Mohammeds grootvader, Abd al-Muttalib en Fatima bint Amr, en een jongere broer van Mohammeds vader Abdallah. Na het overlijden van laatstgenoemde (omstreeks 570, net voor Mohammeds geboorte) bekommerde Aboe Talib zich over Mohammeds moeder Aminah bint Wahab en over de opvoeding van de jongen. Rond 577 overleed Aminah, en nam Aboe Talib de gehele opvoeding van Mohammed op zich. Aboe Talib was een karavaan koopman, en actief in de handel met Syrië. Hij was in Mekka de hoofdman van de stam der Banu Hasjim, een tak van de Banu Kureish. 
Toen Mohammed zijn nieuwe geloof in Mekka begon te verkondigen, drongen andere stamleden er bij Abu Talib erop aan dat hij zijn neef in bedwang zou houden en hem zou laten ophouden met zijn nieuwlichterij. Aboe Talib hield Mohammed echter de hand boven het hoofd, en bleef deze tot zijn dood toe beschermen. Aboe Talib overleed in 619. Na diens overlijden werd Abu Lahab de hoofdman van de Hasjemieten, en die maakte het Mohammed vervolgens dermate moeilijk dat deze zich gedwongen zag Mekka te verlaten en zich in Medina te vestigen (de Hidjra). Het is Abu Lahab op een vrij onvriendelijke vervloeking in de koran komen te staan. 
Aboe Talibs zoon Ali ibn Abu Talib werd later kalief en wordt veelal beschouwd als de laatste der rashidun.
De vraag of Aboe Talib zelf moslim was, is vrij omstreden. De soennieten beweren dat hij tot zijn dood het oude geloof (polytheïsme) aanhing. De sjiieten beschouwen hem echter als moslim, en wijzen op zijn persoonlijke inzet voor Mohammed en diens aanhangers.